# Lotus Flower Bomb
"Lotus Flower Bomb" é uma canção pelo rapper americano de hip hop Wale, lançado como o primeiro single de seu segundo álbum de estúdio, Ambition. A música foi oficialmente lançada em 11 de Outubro de 2011 nos Estados Unidos pelas editoras discográficas Maybach Music Group e Warner Bros. Records. A canção foi escrita por Wale e Miguel e produzida por Jerrin Howard.

## Desempenho nas tabelas musicais
Em 31 de Dezembro de 2011, "Lotus Flower Bomb" atingiu a primeira posição da tabela musical Hot R&B/Hip-Hop Songs.
| País — Tabela musical (2011)                   | Posição de pico |
| ---------------------------------------------- | --------------- |
| Estados Unidos — Billboard Hot 100             | 38              |
| Estados Unidos — R&B/Hip-Hop Songs (Billboard) | 1               |
| Estados Unidos — Rap Songs (Billboard)         | 6               |

## Histórico de lançamento
| Região         | Data                  | Formato          | Editora discográfica |
| -------------- | --------------------- | ---------------- | -------------------- |
| Estados Unidos | 11 de outubro de 2011 | Download digital | Maybach Music Group  |